# Cerro Becerril
Cerro Becerril es una montaña de los Montes de León, límite entre las comarcas tradicionales del Bierzo Alto en la comarca de El Bierzo y de la Alta Maragatería, , provincia de León, Comunidad Autónoma de Castilla y León, España. Culmina a 1872 m.
La localidad más cercana a la montaña es Pobladura de la Sierra.